# На пятьдесят оттенков темнее (фильм)
«На пятьдесят оттенков темнее» (англ. Fifty Shades Darker) — американская мелодрама режиссёра Джеймса Фоули по одноимённому роману писательницы Э. Л. Джеймс, сиквел фильма «Пятьдесят оттенков серого». Главные роли исполнили Дакота Джонсон и Джейми Дорнан. Премьера фильма состоялась 2 февраля 2017 года в кинотеатре отеля «Ace» в Лос-Анджелесе. В мировой прокат фильм вышел 8 февраля, релиз фильма в России состоялся 9 февраля 2017 года, в США — 10 февраля.

## Сюжет
Жизнь без Кристиана Грея Анастейше не мила. Гордость и независимость она демонстрировала недолго. Вскоре после расставания мистер Грей заявляется на выставку приятеля Аны, Хосе, скупает все его фотографии с изображением Аны и умоляет её с ним поужинать. Кристиан выглядит непривычно потерянным, и сердце Анастейши дрогнуло. Совместный ужин закончился воссоединением, но на сей раз условия диктует Ана. Она требует предельной честности и никаких плёток, только любовь, романтика и страсть в классическом её понимании. Грей согласен на всё, потому что жить без этой женщины ему сложнее, чем отказаться от садистских утех.
Но любить мужчину с прошлым, как у Кристиана Грея – дело кропотливое и опасное. Анастейше предстоит узнать новые подробности о детских травмах возлюбленного, его печальную историю и причины, по которым он не позволяет ей касаться своего тела в определённых местах. В дополнение к личным демонам Грея в жизни пары появляются его бывшие женщины. Они завидуют Ане, которая сумела покорить властного Кристиана. Весь свой гнев отвергнутые барышни направят на Анастейшу. Сумеет ли неопытная в любовных делах девушка справиться с нетипичной для себя ситуацией?

## В ролях
- Дакота Джонсон — Анастейша Стил
- Джейми Дорнан — Кристиан Грей
- Виктор Расук — близкий друг Анастейши Хосе Родригес
- Ким Бейсингер — давняя подруга Кристиана и его деловой партнёр Элена (миссис Робинсон) Линкольн
- Белла Хиткот — Лейла Уильямс
- Люк Граймс — брат Кристиана и Мии, парень Кейт Эллиот Грей
- Рита Ора — Миа Грей, сестра Кристиана и Эллиота
- Элоиза Мамфорд — Кэтрин (Кейт) Кавана, лучшая подруга и соседка Анастейши, девушка Эллиота
- Марша Гей Харден — миссис Грей, приёмная мать Кристиана
- Каллум Кит Ренни — Рэй Стил, приёмный отец Анастейши
- Эрик Джонсон — Джек Хайд, соперник Кристиана
- Ариэль Кеббел — Джиа Маттео
- Дженнифер Эль — Карла, мать Анастейши
- Дилан Нил — Боб Дилан, четвёртый муж матери Анастейши
- Макс Мартини — Джейсон Тейлор, телохранитель Кристиана
- Энн Мари Делуис — доктор Грин
- Эндрю Эйрли — Каррик Грей, приёмный отец Кристиана
- Брэнт Догерти — Сойер, телохранитель Анастейши
- Тайлер Хеклин — Бойс Фокс
- — доктор Флинн

## Съёмки
После съёмок первой части трилогии «Пятьдесят оттенков серого» режиссёр Сэм Тейлор-Джонсон отказалась снимать продолжение из-за критики в свой адрес, а также скандала с Э. Л. Джеймс. Взамен Сэм Тейлор-Джонсон пригласили Джеймса Фоули, предварительно подписав с ним контракт на съёмку и третьей части.
Съёмки начались в Ванкувере в июне 2015, однако их пришлось отложить. Заново съёмки начались 16 февраля 2016 года в Ванкувере и продолжались до 11 апреля, одновременно осуществлялись и съёмки триквела «50 оттенков свободы». Фильм также снимался в Ницце и Париже.
Для того, чтобы снять с фильма ограничение NC-17 («18+») и получить рейтинг R, разрешающий лицам до 17 присутствовать при просмотре только с родителями, из киноленты были вырезаны некоторые сексуальные сцены, что является отличием от книги.

## Прокат
За весь прокат фильм собрал в США и Канаде $114,6 млн, на других территориях — $267 млн, в том числе в России — $13,4 млн. Всего кинокартина собрала $381,5 млн при бюджете в $55 млн. В первый день фильм занял лидирующую позицию в России по сборам, собрав более 80 млн рублей.
Фильм был снят с показа во Владикавказе из-за того, что сюжет и видеоряд киноленты «не укладывается в сознании осетинского народа и противоречит культуре многонациональной Осетии». Также фильм запретили в Карачаево-Черкесии из-за откровенного содержания.

## Саундтрек
В поддержку фильма Тейлор Свифт совместно с Зейном Маликом презентовали видеоклип на саундтрек киноленты «I Don’t Wanna Live Forever».

| №                   | Название                            | Исполнитель                           | Длительность |
| ------------------- | ----------------------------------- | ------------------------------------- | ------------ |
| 1.                  | «I Don’t Wanna Live Forever»        | Тейлор Свифт, Зейн Малик              | 4:05         |
| 2.                  | «Not Afraid Anymore»                | Холзи                                 | 3:46         |
| 3.                  | «Pray»                              | JRY, Rooty                            | 3:20         |
| 4.                  | «Lies In The Dark»                  | Tove Lo                               | 3:41         |
| 5.                  | «No Running From Me»                | Toulouse                              | 3:12         |
| 6.                  | «One Woman Man»                     | John Legend                           | 4:04         |
| 7.                  | «Code Blue»                         | The-Dream                             | 4:45         |
| 8.                  | «Bom Bidi Bom»                      | Nicki Minaj, Breyan Isaac, Nick Jonas | 3:35         |
| 9.                  | «Helium»                            | Sia                                   | 4:12         |
| 10.                 | «Cruise»                            | Kygo, Andrew Jackson                  | 3:44         |
| 11.                 | «The Scientist»                     | Corinne Bailey Rae                    | 3:16         |
| 12.                 | «They Can’t Take That Away From Me» | José James                            | 2:05         |
| 13.                 | «Birthday»                          | JP Cooper                             | 3:21         |
| 14.                 | «I Need A Good One»                 | The Avener, Mark Asari                | 3:48         |
| 15.                 | «Empty Pack Of Cigarettes»          | Joseph Angel                          | 3:51         |
| 16.                 | «What Would It Take»                | Anderson East                         | 3:59         |
| 17.                 | «What Is Love?»                     | Frances                               | 4:07         |
| 18.                 | «On His Knees»                      | Steve Bartek, Danny Elfman            | 2:50         |
| 19.                 | «Making It Real»                    | Steve Bartek, Danny Elfman            | 2:08         |
| Общая длительность: | Общая длительность:                 | Общая длительность:                   | 1:08:09      |

За час после премьеры саундтрек «I Don’t Wanna Live Forever» занял первую строчку в iTunes.
Сам альбом занял первую строчку чарта Billboard 200, а к 16 февраля было продано более 123 тысяч копий.

## Пробы и кастинг
Роль миссис Робинсон предлагалась Мишель Пфайффер, Кэтрин Зета-Джонс, Джулия Робертс и Ким Кэтролл.

## Критика
Фильм получил подавляющее большинство негативных отзывов. На сайте Rotten Tomatoes его рейтинг составляет 11 % на основе 194 отзывов со средней оценкой 3,2 из 10. Журнал Rolling Stone, в свою очередь, поставил фильму лишь половину одной звезды.
Исходя из опроса, проводимого порталом «Кино Mail.ru», по мнению мужчин, фильм занял первую строчку антирейтинга, получив оценку 4,5 из 10.
Латвийский портал Delfi составил рейтинг критиков, оценивших киноленту, по итогам которого фильм получил оценки от 0 до 3 из 5.
Евгений Казарцев, корреспондент белорусского новостного агентства Sputnik, заявил, что в фильме отсутствуют «режиссура, диалоги или сюжет», также отметил, что фильм «лишь реализация стереотипных девичьих мечтаний о „принце на белом коне“ с кучей денег и шестью кубиками на животе».
Антон Долин, обозреватель портала Meduza, отметил, что виновником того, что главные герои выглядят «собранными из конструктора», является лишь сама писательница, которая является первоисточником «каждого штриха». В итоге Долин назвал картину «эротической мелодрамой в духе 1980-х».
Константин Шавловский, кинокритик «Афиши», считает, что режиссёра Фоули «призвали» для того, чтобы побороть «главный изъян первого фильма — невыносимую скуку», что ему удалось, добавив в киноленту «черты триллера». Также обозреватель проводит параллель между «Пятьюдесятью оттенками» и «9 ½ недель», находя всё больше и больше сходств.
Борис Иванов, обозреватель сайта Фильм.ру, поставил картине 4 балла из 10 возможных, объяснив это тем, что в киноленте «нет конфликта», а значит «нет истории». Кинокритика не привлекла даже эротика в фильме, потому что, несмотря на оригинальность жанра, «секс как секс» — «никаких плеток, никакой крови, ничего шокирующего или уникального». В заключении Иванов заявил, что «фильм хвалить не за что».
Алексей Литовченко, критик из «Российской газеты» поставил фильму 1,5 звезды из 5, назвав киноленту «бессмысленной». Несмотря на второстепенных героев и трагедий, происходящих в фильме, ничто на «„сюжет“ не влияет», потому что герои всё равно остаются вместе, поэтому обозреватель не желает «всерьёз рассуждать об „оттенках“».
Арслан Галеев, обозреватель информационного портала InterMedia, поставил картине 2 звезды из пяти, назвав главной проблемой фильма — «фанфик» Э. Л. Джеймс, поэтому «сюжет распадается на лоскуты». В итоге кинокритик сказал, что фильм — «бездушное дитя корпоративной студийной системы».
Обозреватели таких изданий, как «Газета.ru», «Аргументы и факты», «Комсомольская правда», «Афиша@mail.ru», «TJ», The Village, также выразили отрицательное мнение о второй части «Оттенков».